# Phaeoannellomyces elegans
Phaeoannellomyces elegans är en svampart som beskrevs av McGinnis & Schell 1985. Phaeoannellomyces elegans ingår i släktet Phaeoannellomyces, ordningen Chaetothyriales, klassen Eurotiomycetes, divisionen sporsäcksvampar och riket svampar.   Inga underarter finns listade i Catalogue of Life.